# 瀬畑奈津子
瀬畑 奈津子（せばた なつこ、1946年3月20日 - 2020年3月14日）は、日本の声優、舞台女優、歌手。

## 来歴
東京都台東区浅草出身。夫は俳優の和田周。
文学座付属演劇研究所を卒業（4期生）し、劇団俳優小劇場、劇団俳小に所属。俳小退団後の1980年に演劇組織「夜の樹」を結成。2009年11月までぷろだくしょんバオバブに所属していた。
芝居をしていた理由は、実人生が豊穣になるにつれて、年々せばまって来ていたという。
夜の樹では舞台に28作品に出演し、その一方テレビアニメや洋画の吹き替えなどの声優としても活躍していた。
2020年3月14日、死去。73歳没。夫の和田も1ヶ月後に死去した。

## 人物
資格は普通自動車免許。特技は日本舞踊（西川流名取）、ギター弾き語り（ラテン・シャンソン等）。趣味はソーイング、クッキング、山歩き。方言は東京下町言葉。
日常の実生活では歌手で、1992年のインタビューによると、東京都港区赤坂で少し勉強していたスペイン語でラテンとタンゴを歌っていた。持ち歌は色々あったが、1992年2月からピアノ一台で歌っていたタンゴの『ノスタルヒアス』などが気に入っていた。結局、役者の方では食べて行けず、東京都中央区銀座で歌っていた。瀬畑自身は歌手という気はないが、1992年から20何年も歌って生計をたてていたという。

## 家族・親族
- 義祖父：和田維四郎（鉱物学者・政治家）
- 岳父：大坪砂男（作家）
- 夫：和田周[5][8]（俳優・劇作家）
- 子：虚淵玄（脚本家）[9]

## 出演

### テレビアニメ
- 光の伝説（1986年、東都監督）
- コボちゃん（1993年）
- 明日のナージャ（2003年、メイド頭）
- 魔探偵ロキ RAGNAROK（2003年、老婆）
- 火の鳥（2004年、おばば）
- MONSTER（2005年、女）
- 名探偵コナン（2006年、斉川村子）
- レ・ミゼラブル 少女コゼット（2007年、メイエ）

### OVA
- 銀河英雄伝説（1996年、シュテルツァー夫人）

### 吹き替え

#### 映画
- アメリカン・プレジデント
- アンナ・カレーニナ
- ウェイクアップ!ネッド（ケネディ）
- ウェルカム!ヘヴン（ナンシー）
- 8mm（ジャネット）
- L.A.クロッシング（ママ）
- L.A.ロー 七人の弁護士（ロザリンド・シェイズ）
- オスカーとルシンダ（ベティ）
- 恋は嵐のように（バーバラ）
- ゴースト・オブ・ミシシッピー
- サイモン・バーチ（ヒルデ）
- サブリナ（モード・ララビー）
- ストーム・オブ・ザ・センチュリー（テス）
- ソルジャー（ホーキンズ）
- チャイルド・コレクター 溺死体（市長）
- 翼のない天使（シスター・ベアトリス）
- デッド・エンド/特捜記者ブラティガンの挑戦（ローズ・アウトランド）
- 天国の約束（グエンドリーナ）
- ドク・ハリウッド
- ハイロー・カントリー（祖母）
- バッド・ガールズ ※DVD版
- 母の眠り（クラリス）
- ピンク・パンサー5 クルーゾーは二度死ぬ（シモーヌ・リットン）
- ファングス（ハイドック）
- フィールド・オブ・ドリームス
- フォー・ウェディング
- ボディーガード（マリーア）
- ホワイト・フィアー（ゴットシャイト）
- マイ・ルーム
- マウス・オブ・マッドネス（ピックマン夫人）
- 真夜中のサバナ（シャブリ・ドゥボー）
- ムッソリーニとお茶を（ジョージー）
- ワイアット・アープ ※ソフト版

#### ドラマ
- X-ファイル（スキナー）
- ザ・ソプラノズ 哀愁のマフィア（リヴィア・ソプラノ）
- ザ・ハイツ 青春のラプソディー（シェリー〈カミル・サビオラ〉）
- ザ・プラクティス ボストン弁護士ファイル（ゾーイ・ヒラー）
- タイムマシーンにお願い（リトル記者）
- デスパレートな妻たち
- フリッパー

#### アニメ
- ザ・シンプソンズ（ミス・シンクレア）